# Jacob Regnart
Pour les articles homonymes, voir Regnart.
 (septembre 2016).
Jacques ou Jacob Regnart, né en 1540 ou 1545 à Douai et mort le 16 octobre 1599 à Prague, est un compositeur de l’école des polyphonistes néerlandais, originaire des Pays-Bas méridionaux.

## Biographie
Regnart est le patronyme d’une famille de musiciens, originaires des Pays-Bas et actifs dans la seconde moitié du XVIe siècle.

### Famille nombreuse
Un des cinq frères, Augustin, était chanoine de l’église Saint-Pierre à  Lille. Ce Regnart est l’éditeur d’un recueil publié à Douai en 1590, comprenant 39 motets de quatre à six voix composés par ses quatre frères : Francis, Jacob, Paschasius et Charles.  À juste titre, l’opus porte sur son frontispice le psaume 132 (Ecce quam bonum et quam jucundum fratres habitare in unum).  Le titre complet de l’ouvrage est : Novae Cantiones Sacrae, 4, 5 et 6 vocum turn Instrurnentorum cuivis generi turn vivas voci aptissimas, autoribus Francisco, Jacobo, Pascasio, Carolo Regnart, fratribus germanis.  Des quatre frères, deux obtinrent une position de premier plan comme compositeur, notamment Francis et Jacob.  Les autres ne sont représentés chacun que par trois motets dans la collection. Au demeurant, leurs carrières musicales ne sont pas documentées.
À propos de son frère Francis, Augustin raconte qu’il aurait continué ses études à l’Université de Douai et à la cathédrale Notre-Dame de Tournai.  Excepté ses 24 motets de la collection mentionnée ci-dessus, Francis Regnart est surtout connu par son recueil de 50 chansons à quatre et cinq voix, Poésies de Ronsard et autres, publié initialement à Douai en 1575 par Jean Bogaerd, puis à Paris en 1579 par Adrian Le Roy et Robert Ballard.  Fétis, l'éminent musicologue belge du XIXe siècle fait mention d’un autre recueil, Missae tres a 4-5, de Francis Regnart, publié par Christophe Plantin en 1582, mais dont il ne reste aucune trace dans la bibliographie de Goovaerts, et Eitner ne le mentionne non plus.

### La carrière de Jacob
On est mieux renseigné sur la vie et l’œuvre de Jacob, qui reçut, vraisemblablement, sa formation dans sa ville natale, Douai, et qui séjourna sans doute en Italie pour une courte période au début de sa carrière.  Très jeune, il fut reçu - et, d’après son propre témoignage, depuis 1557 - comme alumnus à la chapelle (Hofkapelle) de la cour impériale, à Vienne et à Prague.  En 1564, il fut nommé ténor de la chapelle impériale.  La même année, les premières œuvres imprimées de Regnart parurent. Deux ans plus tard, en tant que membre de la chapelle impériale, il dut accompagner l’empereur Maximilien II du Saint-Empire romain germanique à la Diète d'Augsbourg.  Il étudia en Italie de 1568 à 1570.  En 1573, il est répertorié comme précepteur de musique des enfants de chœur, position qu’il aurait occupée depuis novembre 1570.  Le premier fruit de ses études vit le jour en 1574 sous l'aspect d'un recueil intitulé Il primo libro delle canzone italiane.
À la mort de Maximilien en 1576, le successeur de celui-ci, l’empereur Rodolphe II, l’incorpora dans sa propre chapelle musicale.  En octobre 1579, il aurait été vice-maître de chapelle (vice-Kapellmeister), succédant à Alard du Gaucquier ; l’année suivante, Orlando di Lasso suggéra son nom comme successeur d'Antonio Scandello dans la position, vacante depuis la mort de celui-ci, de maître de chapelle à Dresde en Saxe et il fut nommé par l’électeur Auguste Ier de Saxe en 1580.  Toutefois, comme Regnart préférait travailler sous les Habsbourg, il rejeta l’offre.
Cependant, en 1582, l’archiduc Ferdinand II d’Autriche, lui proposa de remplacer Alexander Utendal comme vice-maître de chapelle.  Cette fois-ci, il accepta et il abandonna le service impérial, établissant son domicile à Innsbruck en avril 1582.  Ce fut aussi dans les années 1570 que ses ouvrages de Teutsche Lieder (Chansons allemandes) à trois voix parurent chez les Gerlach de Nuremberg ; ils se vendirent très bien, furent réimprimés plusieurs fois et arrangés en tablature par plusieurs compositeurs.  En 1584, Regnart produisit la musique pour une comédie (aujourd’hui perdue) écrite par l’archiduc.  En 1585, le jour de l'an, Regnart devint maître de chapelle.  Bientôt, et avec succès, il fit souffler un vent nouveau dans la vie musicale de la cour, y attirant de nombreux chanteurs néerlandais et italiens, ce qui lui procura des revenus intéressants.  En 1588, Regnart publia une collection de motets dans l’esprit de la Contre-Réforme catholique.  Après avoir occupé son poste, jusqu’en 1595, il fut anobli en 1596 en raison de ses services par l’archiduc Matthias agissant, de ce fait, selon la volonté de Ferdinand II, mort avant de pouvoir accomplir le processus d’anoblissement.  Après que la chapelle de la cour de Ferdinand II eut été dissoute, Regnart revint à Prague pour y devenir vice-maître de chapelle sous le maître de chapelle Philippus de Monte.  C’est dans cette dernière ville qu’il mourut quelques années plus tard.

## Œuvre

### Œuvre sacrée
Dans la dédicace, à l’empereur Rodolphe II du Saint-Empire, de son recueil de messes, qui ne fut publié que postérieurement, il recommande sa femme et ses six enfants aux soins de l’empereur.  Sa veuve retournera à Munich, où elle se consacrera à l’édition de trois volumes de messes de feu son mari : en tout environ 29 messes à cinq, à six, à huit et à dix voix et un recueil de 35 Sacrae cantiones (Chants sacrés) à quatre jusqu’à douze voix. Les autres œuvres sacrées de Regnart, parues au cours de sa vie, sont un recueil de Sacrae cantiones à cinq et à six voix, publié en 1575, et un recueil similaire à quatre voix, publié en 1577 ; un autre recueil, comprenant des motets mariaux composés en signe de gratitude pour la guérison d’une maladie grave, fut publié en 1588.  Les messes de Regnart, dont plusieurs sont fondées sur le thème de chansons populaires allemandes, étaient probablement assez répandues à son époque, si l’on peut en juger par les copies conservées en manuscrit, dont Eitner a établi la liste, et qui furent retrouvées dans différentes archives ecclésiastiques.  Une mise en musique par Regnart de la passion selon Matthieu à huit voix n’existe qu’en manuscrit.	
Aucun des motets latins de Regnart n'a été réimprimé à l’exception d’un seul, que le chansonnier évangélique de Gotha de 1655 a jugé assez bon pour l’inclure, ce pourquoi il est reproduit dans Schöberleins Schatz.

### Œuvre profane
Nonobstant la production considérable de musique sacrée, Jacob est surtout connu pour ses œuvres profanes recueillies dans deux collections de Canzone italiane à cinq voix (1574-1581), deux volumes de Lieder profanes en allemand à cinq parties (1595) publiés sous le titre Threni Amorum et plusieurs collections de chansons à trois, à quatre et cinq voix sous le titre Kurtzweilige teutsche Lieder nach Art der Neapolitanen oder welschen Villanellen (1576-1591). De cette dernière collection, une sélection de 67 chansons allemandes à trois voix en transcription moderne a été réimprimée en 1895 par Eitner.  Ces chansons furent composées dans le style mélodieux de la canzonette italienne ou se rapprochent des villanelle populaires par leur harmonie simple, leur naturel et leur contrepoint peu élaboré.  Dans sa préface mise en vers, le compositeur s’excuse pour l’emploi fréquent mais intentionnel de quintes parallèles dans l’harmonie, ce qui correspond au caractère simple et vulgaire qu’il souhaitait donner à ses chansons.  La mélodie d’une de celles-ci, Venus du und dein Kind (Vénus, vous et votre enfant), devint plus tard la mélodie populaire du choral Auf meinen lieben Gott, avec une légère adaptation du premier vers.  Deux des chansons à cinq voix de Regnart, élaborées avec moins de contrepoint imitatif, figurent dans la sélection de Commer pour l'ouvrage Geistliche und weltliche Lieder aus der xvi-xvii Jahrh (Chansons spirituelles et profanes du XVIe et XVIIe siècles).

### Jean, mon mari, est un bon gars
Dans un recueil, le Neue kurzweilige teutsche Lieder mit fünff Stimmen, publié à Nuremberg par la maison d’édition de K. Gerlach & Johann Bergs Erben en 1580, figure une Niderlendisch Lied parmi les chansons allemandes : Jan mine man.  Il s’agit d’une composition en trois parties à, successivement, quatre, trois et, de nouveau, quatre voix. Les sept strophes commencent par les mots Jan mine man et la musique a été entièrement construite à partir d’un motif rythmique emprunté à ceux-ci. Probablement, l’insertion de cette chanson dans un recueil de Lieder allemands est un hommage à son origine flamande ; une confirmation également de l’indication Flandrus (=flamand) du frontispice de certains de ses recueils.
| Jan mine Man is een goet bloet | Jean, mon mari, est un bon gars |
| --- | --- |
| Jan mine Man is een goet bloet, Al heb ich wat bedreven, Hij hebbet mi vergeven Al op den standen voet. Jan mine Man is seer fin. Al gaen ick groet van kinde, Tsi van wi dat ich vinde, Hij wilt den vader sin. Jan mine man al is hij gram, Nochtans soe moet ick wesen, Die eerbarste gepresen Die noet huit landt en kam. Jan mine man hoert wat hij doet, Al doet men dicmals blicken, Dat kint hen nit gelicken, Noch nimmt hiet al vergoet. Jan mine man het sick verkeert, Dat heb ick connen macken, Verstaedt seer wel die sacken, Duer mi wurt hij geërt. Jan mine man siet welgemoet, Die roess van alle Vrowen, Daer voer moet men mi howen. Al costet al min goet. Jan mine man wet nergens van. Al siet hijt mit sin ogen, Noch hout hijt vor gelogen, Tis recht dat hij heet Jan[9]. | Jean, mon mari, est un brave gars. Même si je me comporte mal, Il me pardonne immédiatement, Sans trop y réfléchir. Jean, mon mari, est très agréable. Même si je suis toujours enceinte, De n’importe qui, Il accepte la paternité. Jean, mon mari, même s’il se fâche, Me voit, toutefois, Comme la plus honorable, Qui soit sortie du pays. Jean, mon mari, entendez comment il réagit : Même si on lui fait souvent comprendre, Que l’enfant ne lui ressemble pas, Encore, il accepte tout, sans riposte. Jean, mon mari, s’est plié. J’ai pu arriver à ce point. Il comprend bien les choses, Et il se fait respecter par moi. Jean, mon mari, de très bonne humeur, Est le rêve de toutes les femmes. Là, il faut me croire, Même si ça me coûte tout mon bien. Jean, mon mari, ignore tout. Même s’il le voit de ses propres yeux, Il croit encore que c’est un mensonge. C’est à juste titre qu’il s’appelle Jean. |

### Liste d'œuvres

#### Œuvre sacrée
- Sacrae aliquot cantiones, quas moteta vulgus appellat, 5/6 voix (Munich, 1575)
- Aliquot cantiones, vulgo motecta appellatae, ex veteri atque novo testamento collectae, 4 voix (Nuremberg, 1577)
- Mariale, hoc est, Opusculum sacrarum cantionum omnibus Beatissimae Virginis Mariae festivitatibus, 4-8 voix (Innsbruck, 1588)
- Missae sacrae ad imitationem selectissimarum cantionum suavissima harmonia, 5-8 voix (Frankfurt, 1602)
- Continuatio missarum sacrarum, ad imitationem selectissimarum cantionum suavissima harmonia, 4-10 voix (Frankfurt, 1603)
- Corollarium missarum sacrarum ad imitationem selectissimarum cantionum suavissima harmonia compositarum (Frankfurt, 1603)
- Sacrarum cantionum, 4-8, 12 voix (Frankfurt, 1605)
- Canticum Mariae, 5 voix (Dillingen, 1605) ; perdu
- Missarum flores illustrium numquam hactenus visi (Frankfurt, 1611) ; perdu
- Magnificat, ad octo modos musicos compositum cum duplici antiphona, Salve regina, 8 et 10 voix (Frankfurt, 1614); perdu
- Un grand nombre de motets, hymnes, etc. publié.  En manuscrit : 20 messes, beaucoup de motets, une Passion selon saint Matthieu, environ 100 hymnes et différentes pièces d’autre nature.

#### Œuvre profane vocale
- Il primo libro delle canzone italiane, 5 voix (Vienne, 1574 ; mentionné dans une édition allemande)
- Kurtzweilige teutsche Lieder, nach Art der Neapolitanen oder welschen Villanellen, 3 voix (Nuremberg, 1574, 2e éd. 1578)
- Der ander Theyl kurtzweiliger teutscher Lieder, 3 voix (Nuremberg, 1577)
- Der dritter Theyl schöner kurtzweiliger teutscher Lieder, 3 voix (Nuremberg, 1579)
- Newe kurtzweilige teutsche Lieder, 5 voix (Nuremberg, 1580)
- Il secundo libro delle canzone italiane, 5 voix (Nuremberg, 1581 ; mentionné dans une édition allemande)
- Teutsche Lieder… in ein Opus zusamendruckt, 3 voix (Munich, 1583) [édition complète de chansons, 3vv]
- Tricinia: kurtzweilige teutsche Lieder, 3 voix (Nuremberg, 1584) [édition complète de chansons, 3vv]
- Kurtzweilige teutsche Lieder, 4 voix (Munich, 1591), incomplète
- Schoene Comedie: Speculum vitæ humanae, auff teutsch ein Spiegel des menschlichen Lebens genandt (musique pour accompagner une pièce de l’archiduc Ferdinand), 1584, perdu
- 46 autres chansons allemandes, 2 madrigaux, 2 odes en latin, etc.

#### Pièces instrumentales
- 29 tablatures

## Notoriété posthume
Les œuvres de Regnart figurent dans de nombreux florilèges et cela encore loin dans le XVIIe siècle. Sa musique était en grande estime chez des théoriciens tels que Michael Prætorius et Jacob Burmeister. La première édition moderne de ses œuvres fut complétée par Richard Eitner en 1895 ; une nouvelle édition est parue dans le Corpus mensurabilis musicae dans les années 1970.